# آنه با یک ئی (مجموعه تلویزیونی ۲۰۱۷)
آن با یه اِ (انگلیسی: Anne with an E) یک سریال تلویزیونی درام و تاریخی کانادایی است که اقتباسی  آزاد از اثر لوسی ماد مونتگومری است که خود داستان در کانادا و در سال‌های ۱۸۹۰ اتفاق می‌افتد و خود سریال در ۳ فصل و ۲۷ قسمت در طی سال‌های ۲۰۱۷ تا ۲۰۱۹ توسط شبکه سی‌بی‌سی تله‌ویژن و نتفلیکس تولید و توزیع شد.
قابل گفتن است که این سریال در فصل سه پایان یافت و نتفلکیس فصل ۴ را نساخت و خاطر هواداران این سریال را بشدت آزرده ساخت
در این سریال امبیت مکنالتی در نقش(( آنشرلی ))،جرالدین در نقش ((ماریلا کاتبرت))    آر اچ تامسون در نقش(( متیو کاتبرت) ) دالیا بلا در نقش((دیانا باری))  و لوکاس جید زومن در نقش ((گیلبرت بلایت)) ایفای نقش می کنند.
این سریال در ایران به مدیریت دوبلاژ صالح جراح نجفی در استودیو داب فیلم دوبله شد و از پلتفرم لنز ایرانسل پخش شده است.
سریال «آن با یک E» نقدهای مثبتی دریافت کرد و در سال‌های ۲۰۱۷ و ۲۰۱۸ جایزه بهترین سریال درام از جشنواره فیلم کانادا را از آن خود کرد. این سریال به طیف وسیعی از موضوعات مانند کمک به کودکان یتیم، رها کردن کودکان، آسیب‌های روانی، مسائل اجتماعی مانند انطباق با هنجارها، نابرابری جنسیتی، نژادپرستی، مذهب، همجنس‌گرایی، قلدری و آزادی بیان می‌پردازد.